# Lista de vereadores de São Paulo da 19.ª legislatura
Esta é a lista de vereadores de São Paulo da 19.ª Legislatura, período que compreende de 1.º de janeiro de 2025 até 31 de dezembro de 2028.
| 18.ª legislatura | Lista de vereadores de São Paulo da 19.ª legislatura |  |

## Mesa Diretora
A composição da mesa diretora da Câmara Municipal de São Paulo durante os dois biênios da 19.ª Legislatura teve a seguinte formação:
| 1.º Biênio (2025-2026) | 1.º Biênio (2025-2026)     | 2.º Biênio (2027-2028) | 2.º Biênio (2027-2028) |
| Presidência            | Presidência                | Presidência            | Presidência            |
| ---------------------- | -------------------------- | ---------------------- | ---------------------- |
| Presidente             | Ricardo Teixeira (UNIÃO)   | Presidente             | à definir              |
| 1.º Vice-presidente    | João Jorge (MDB)           | 1.º Vice-presidente    | à definir              |
| 2.º Vice-presidente    | Isac Félix (PL)            | 2.º Vice-presidente    | à definir              |
| Secretaria             |                            |                        |                        |
| 1.º Secretário         | Hélio Rodrigues (PT)       | 1.º Secretário         | à definir              |
| 2.º Secretário         | Dr. Milton Ferreira (PODE) | 2.º Secretário         | à definir              |
| Corregedoria Geral     |                            |                        |                        |
| Corregedor-geral       | Rubinho Nunes (UNIÃO)      | Corregedor-geral       | à definir              |
| Secretaria             |                            |                        |                        |
| 1.ª Suplente           | Edir Sales (PSD)           | 1.º Suplente           | à definir              |
| 2.º Suplente           | Major Palumbo (PL)         | 2.º Suplente           | à definir              |

## Parlamentares
| Parlamentar | Parlamentar                 | Imagem                 | Partido | Partido                              | Federação      | Votos   | %     | Notas | Posição      |
| ----------- | --------------------------- | ---------------------- | ------- | ------------------------------------ | -------------- | ------- | ----- | --- | ------------ |
| 1.º         | Lucas Pavanato              |                        |         | Partido Liberal PL                   |                | 161.386 | 2,78% | | Governo      |
| 2.ª         | Ana Carolina Oliveira       |                        |         | Podemos PODE                         |                | 129.563 | 2,24% | | Governo      |
| 3.º         | Dr. Murilo Lima             |                        |         | Progressistas PP                     |                | 113.820 | 1,96% | | Governo      |
| 4.º         | Sargento Nantes             |                        |         | Progressistas PP                     |                | 112.484 | 1,94% | | Governo      |
| 5.ª         | Amanda Paschoal             |                        |         | Partido Socialismo e Liberdade PSOL  | Fed. PSOL Rede | 108.654 | 1,87% | | Oposição     |
| 6.º         | Rubinho Nunes               |                        |         | União Brasil UNIÃO                   |                | 101.549 | 1,75% | | Governo      |
| 7.ª         | Luna Zarattini              |                        |         | Partido dos Trabalhadores PT         | FE Brasil      | 100.921 | 1,74% | | Oposição     |
| 8.ª         | Luana Alves                 |                        |         | Partido Socialismo e Liberdade PSOL  | Fed. PSOL Rede | 83.262  | 1,44% | | Oposição     |
| 9.ª         | Dra. Sandra Tadeu           |                        |         | Partido Liberal PL                   |                | 74.511  | 1,29% | | Governo      |
| 10.ª        | Pastora Sandra Alves        |                        |         | União Brasil UNIÃO                   |                | 74.192  | 1,28% | | Governo      |
| 11.º        | Silvão Leite                |                        |         | União Brasil UNIÃO                   |                | 63.988  | 1,10% | | Governo      |
| 12.º        | Isac Félix                  |                        |         | Partido Liberal PL                   |                | 62.275  | 1,07% | | Governo      |
| 13.ª        | Zoe Martinez                |                        |         | Partido Liberal PL                   |                | 60.272  | 1,04% | | Governo      |
| 14.º        | Rodrigo Goulart             |                        |         | Partido Social Democrático PSD       |                | 58.715  | 1,01% | Licenciou-se do mandato em 2 de janeiro de 2025 para assumir a Secretaria Municipal de Desenvolvimento Econômico e Trabalho, nomeado pelo prefeito Ricardo Nunes. | Governo      |
| 15.º        | Danilo do Posto de Saúde    |                        |         | Podemos PODE                         |                | 58.676  | 1,01% | | Governo      |
| 16.º        | Gabriel Abreu               |                        |         | Podemos PODE                         |                | 58.581  | 1,01% | | Governo      |
| 17.º        | Edir Sales                  |                        |         | Partido Social Democrático PSD       |                | 58.190  | 1,00% | | Governo      |
| 18.º        | Alessandro Guedes           |                        |         | Partido dos Trabalhadores PT         | FE Brasil      | 58.183  | 1,00% | | Oposição     |
| 19.º        | Celso Giannazi              |                        |         | Partido Socialismo e Liberdade PSOL  | Fed. PSOL Rede | 57.789  | 1,00% | | Oposição     |
| 20.ª        | Cris Monteiro               |                        |         | Partido Novo NOVO                    |                | 56.904  | 0,98% | | Independente |
| 21.º        | Silvinho                    |                        |         | União Brasil UNIÃO                   |                | 53.453  | 0,92% | | Governo      |
| 22.º        | Thammy Miranda              |                        |         | Partido Social Democrático PSD       |                | 50.234  | 0,87% | | Governo      |
| 23.º        | Nabil Bonduki               |                        |         | Partido dos Trabalhadores PT         | FE Brasil      | 49.540  | 0,85% | | Oposição     |
| 24.ª        | Janaina Paschoal            |                        |         | Progressistas PP                     |                | 48.893  | 0,84% | | Governo      |
| 25.º        | Fabio Riva                  |                        |         | Movimento Democrático Brasileiro MDB |                | 44.627  | 0,77% | | Governo      |
| 26.º        | Major Palumbo               |                        |         | Progressistas PP                     |                | 43.455  | 0,75% | | Governo      |
| 27.ª        | Rute Costa                  |                        |         | Partido Liberal PL                   |                | 43.090  | 0,74% | | Governo      |
| 28.º        | Sidney Cruz                 |                        |         | Movimento Democrático Brasileiro MDB |                | 42.988  | 0,74% | Licenciou-se do mandato em 2 de janeiro de 2025 para assumir a Secretaria Municipal de Habitação, nomeado pelo prefeito Ricardo Nunes.                            | Governo      |
| 29.º        | George Hato                 |                        |         | Movimento Democrático Brasileiro MDB |                | 42.837  | 0,74% | | Governo      |
| 30.º        | Sansão Pereira              |                        |         | Republicanos                         |                | 42.229  | 0,73% | | Governo      |
| 31.º        | André Santos                |                        |         | Republicanos                         |                | 41.379  | 0,71% | | Governo      |
| 32.º        | Hélio Rodrigues             |                        |         | Partido dos Trabalhadores PT         | FE Brasil      | 40.753  | 0,70% | | Oposição     |
| 33.ª        | Amanda Vettorazzo           | Amanda Vettorazzo 2025 |         | União Brasil UNIÃO                   |                | 40.144  | 0,69% | | Governo      |
| 34.º        | Marcelo Messias             |                        |         | Movimento Democrático Brasileiro MDB |                | 40.079  | 0,69% | | Governo      |
| 35.ª        | Marina Bragante             |                        |         | Rede Sustentabilidade REDE           | Fed. PSOL Rede | 39.147  | 0,68% | | Oposição     |
| 36.º        | Tripoli                     |                        |         | Partido Verde PV                     | FE Brasil      | 39.039  | 0,67% | | Oposição     |
| 37.ª        | Simone Ganem                |                        |         | Podemos PODE                         |                | 38.540  | 0,66% | | Governo      |
| 38.ª        | Sandra Santana              |                        |         | Movimento Democrático Brasileiro MDB |                | 38.326  | 0,66% | | Governo      |
| 39.º        | João Jorge                  |                        |         | Movimento Democrático Brasileiro MDB |                | 36.296  | 0,63% | | Governo      |
| 40.ª        | Ely Teruel                  |                        |         | Movimento Democrático Brasileiro MDB |                | 35.622  | 0,61% | | Governo      |
| 41.º        | Toninho Vespoli             |                        |         | Partido Socialismo e Liberdade PSOL  | Fed. PSOL Rede | 34.735  | 0,60% | | Oposição     |
| 42.ª        | Sílvia da Bancada Feminista |                        |         | Partido Socialismo e Liberdade PSOL  | Fed. PSOL Rede | 34.537  | 0,60% | | Oposição     |
| 43.ª        | Sonaira Fernandes           |                        |         | Partido Liberal PL                   |                | 33.957  | 0,59% | | Governo      |
| 44.º        | Dr. Milton Ferreira         |                        |         | Podemos PODE                         |                | 33.493  | 0,58% | | Governo      |
| 45.º        | João Ananias                |                        |         | Partido dos Trabalhadores PT         | FE Brasil      | 33.225  | 0,57% | | Oposição     |
| 46.º        | Kenji Ito                   |                        |         | Podemos PODE                         |                | 32.495  | 0,56% | | Governo      |
| 47.º        | Ricardo Teixeira            |                        |         | União Brasil UNIÃO                   |                | 31.566  | 0,54% | | Governo      |
| 48.º        | Jair Tatto                  |                        |         | Partido dos Trabalhadores PT         | FE Brasil      | 30.905  | 0,53% | | Oposição     |
| 49.º        | Eliseu Gabriel              |                        |         | Partido Socialista Brasileiro PSB    |                | 30.706  | 0,53% | | Independente |
| 50.º        | Dheison Silva               |                        |         | Partido dos Trabalhadores PT         | FE Brasil      | 30.575  | 0,53% | | Oposição     |
| 51.º        | Senival Moura               |                        |         | Partido dos Trabalhadores PT         | FE Brasil      | 30.480  | 0,53% | | Oposição     |
| 52.ª        | Renata Falzoni              |                        |         | Partido Socialista Brasileiro PSB    |                | 30.206  | 0,52% | | Independente |
| 53.ª        | Keit Lima                   |                        |         | Partido Socialismo e Liberdade PSOL  | Fed. PSOL Rede | 27.769  | 0,48% | | Oposição     |
| 54.º        | Adrilles Jorge              |                        |         | União Brasil UNIÃO                   |                | 25.038  | 0,43% | | Governo      |
| 55.º        | Gilberto Nascimento         |                        |         | Partido Liberal PL                   |                | 22.306  | 0,38% | | Governo      |

## Suplentes
| Parlamentar | Parlamentar           | Imagem | Partido | Partido                              | Votos  | %     | Notas | Titular         | Posição |
| ----------- | --------------------- | ------ | ------- | ------------------------------------ | ------ | ----- | --- | --------------- | ------- |
| -           | Paulo Frange          |        |         | Movimento Democrático Brasileiro MDB | 35.338 | 0,61% | Assumiu o exercício do mandato após a nomeação de Sidney Cruz (MDB) como secretário Municipal de Habitação em 2 de janeiro de 2025.                                | Sidney Cruz     | Governo |
| -           | Carlos Bezerra Junior |        |         | Partido Social Democrático PSD       | 37.571 | 0,65% | Assumiu o exercício do mandato após a nomeação de Rodrigo Goulart (PSD) como secretário Municipal de Desenvolvimento Econômico e Trabalho em 2 de janeiro de 2025. | Rodrigo Goulart | Governo |

## Lideranças
| Lideranças (2025)                   | Lideranças (2025)               | Lideranças (2025)               | Lideranças (2025)               | Lideranças (2025)               | Lideranças (2025)               | Lideranças (2025)               |
| Representação - Poder Executivo     | Representação - Poder Executivo | Representação - Poder Executivo | Representação - Poder Executivo | Representação - Poder Executivo | Representação - Poder Executivo | Representação - Poder Executivo |
| ----------------------------------- | ------------------------------- | ------------------------------- | ------------------------------- | ------------------------------- | ------------------------------- | ------------------------------- |
|                                     | Líder do Governo                | Líder do Governo                | Líder do Governo                | Fabio Riva (MDB)                | Fabio Riva (MDB)                | [ 7 ]                           |
| Representações - Partidos Políticos |                                 |                                 |                                 |                                 |                                 |                                 |
| Partido                             | Partido                         | Federação                       | Assentos                        | Líder                           | Posição                         | Ref.                            |
|                                     | PT                              | FE Brasil                       | 8                               | Luna Zarattini                  | Oposição                        | [ 8 ]                           |
|                                     | MDB                             |                                 | 7                               | Marcelo Messias                 | Governo                         | [ 8 ]                           |
|                                     | UNIÃO                           | 7                               | Silvão Leite                    | Governo                         |                                 | [ 8 ]                           |
|                                     | PL                              | 7                               | Sonaira Fernandes               | Governo                         |                                 | [ 8 ]                           |
|                                     | PODE                            | 6                               | Danilo do Posto de Saúde        | Governo                         |                                 | [ 8 ]                           |
|                                     | PSOL                            | Fed. PSOL Rede                  | 6                               | Prof. Toninho Vespoli           | Oposição                        | [ 8 ]                           |
|                                     | PP                              |                                 | 4                               | Dr. Murillo Lima                | Governo                         | [ 8 ]                           |
|                                     | PSD                             | 3                               | Thammy Miranda                  | Governo                         |                                 | [ 8 ]                           |
|                                     | REP                             | 2                               | Sansão Pereira                  | Governo                         |                                 | [ 8 ]                           |
|                                     | PSB                             | 2                               | Eliseu Gabriel                  | Independente                    |                                 | [ 8 ]                           |
|                                     | NOVO                            | 1                               | Cris Monteiro                   | Independente                    |                                 | [ 8 ]                           |
|                                     | REDE                            | Fed. PSOL Rede                  | 1                               | Marina Bragante                 | Oposição                        | [ 8 ]                           |
|                                     | PV                              | FE Brasil                       | 1                               | Tripoli                         | Oposição                        | [ 8 ]                           |

## Comissões

### Comissões do Processo Legislativo (2025)

#### Comissão de Constituição, Justiça e Legislação Participativa
A Comissão de Constituição, Justiça e Legislação Participativa é formada pela seguinte composição:
- Presidente: Sandra Santana (MDB),
- Vice-presidente: Thammy Miranda (PSD),
- Membros: Alessandro Guedes (PT), Dr. Milton Ferreira (PODE), Janaina Paschoal (PP), Lucas Pavanato (PL), Sansão Pereira (REP), Silvão Leite (UNIÃO) e Silvia da Bancada Feminista (PSOL).

#### Comissão de Finanças e Orçamento
A Comissão de Finanças e Orçamento é formada pela seguinte composição:
- Presidente: Jair Tatto (PT),
- Vice-presidente: Ana Carolina Oliveira (PODE),
- Membros: André Santos (REP), Major Palumbo (PP), Dra. Sandra Tadeu (PL), Dheison Silva (PT), Keit Lima (PSOL), Marcelo Messias (MDB) eSilvão Leite (UNIÃO).

#### Comissão de Política Urbana, Metropolitana e Meio Ambiente
A Comissão de Política Urbana, Metropolitana e Meio Ambiente é formada pela seguinte composição:
- Presidente: Rubinho Nunes (UNIÃO),
- Vice-presidente: Dr. Murillo Lima (PP),
- Membros: Fabio Riva (MDB), Gabriel Abreu (PODE), Isac Félix (PL), Marina Bragante (REDE) e Nabil Bonduki (PT).

#### Comissão de Administração Pública
A Comissão de Administração Pública é formada pela seguinte composição:
- Presidente: Edir Sales (PSD),
- Vice-presidente: Amanda Vettorazzo (UNIÃO),
- Membros: Danilo do Posto de Saúde (PODE), João Ananias (PT), Professor Toninho Vespoli (PSOL), Sargento Nantes (PP) e Zoe Martínez (PL).

#### Comissão de Trânsito, Transporte e Atividade Econômica
A Comissão de Trânsito, Transporte e Atividade Econômica é formada pela seguinte composição:
- Presidente: Senival Moura (PT),
- Vice-presidente: Pastora Sandra Alves (UNIÃO),
- Membros: Gilberto Nascimento (PL), Kenji Ito (PODE), Paulo Frange (MDB), Renata Falzoni (PSB) e Carlos Bezerra Jr. (PSD)

#### Comissão de Educação, Cultura e Esportes
A Comissão de Educação, Cultura e Esportes é formada pela seguinte composição:
- Presidente: Sonaira Fernandes (PL),
- Vice-presidente: Cris Monteiro (NOVO),
- Membros: Adrilles Jorge (UNIÃO), Celso Giannazi (PSOL), Eliseu Gabriel (PSB), George Hato (MDB) e Luna Zarattini (PT).

#### Comissão de Saúde, Promoção Social, Trabalho e Mulher
A Comissão de Saúde, Promoção Social, Trabalho e Mulher é formada pela seguinte composição:
- Presidente: Ely Teruel (MDB),
- Vice-presidente: Simone Ganem (PODE),
- Membros: Amanda Paschoal (PSOL), Hélio Rodrigues (PT), Luana Alves (PSOL), Tripoli (PV) e Rute Costa (PL).